# مخازن غود
المخازن المؤقتة لـ Good (أيضًا مخازن جيدة) (بالإنجليزية:Good's buffers) وهي عشرين عاملًا مؤقتًا للبحوث البيوكيميائية والبيولوجية التي اختارها ووصفها نورمان جود وزملاؤه خلال الفترة 1966-1980.
كانت معظم المخازن المؤقتة عبارة عن مركبات أيون مزدوج جديدة تم تحضيرها واختبارها بواسطة Good وزملاء العمل لأول مرة ، على الرغم من أن بعض (MES و ADA و BES و Bicine) كانت مركبات معروفة سابقًا أغفلها علماء الأحياء. قبل عمل Good ، كان عدد قليل من محاليل أيونات الهيدروجين بين الأس الهيدروجيني 6 و 8 متاحًا لعلماء الأحياء ، وغالبًا ما كانت تستخدم مخازن مؤقتة غير مناسبة وسامة ومتفاعلة وغير فعالة. أصبحت العديد من المحاليل المعيارية الجيدة ولا تزال أدوات حاسمة في المختبرات البيولوجية الحديثة.